# Micimackó: Az ajándékok ideje
A Micimackó: Az ajándékok ideje (eredeti cím: Winnie the Pooh: Seasons of Giving)  1999-ben megjelent amerikai 2D-s számítógépes animációs film, amely a Micimackó című filmsorozata alapján készült. A film összeállításához fűzték a Micimackó és a hálaadás című hagyományos rajzfilmből és a Micimackó újabb kalandjai két részéből (Gyertyaszentelő napja és Megtalálni, megtartani), a Sherman testvérek pedig a zenét szereztek hozzá.
Az animációs játékfilm rendezői Harry Arends, Jun Falkenstein és Karl Geurs, producerei Barbara Ferro és Ken Tsumura. A forgatókönyvet Barbara Slade írta, a zenéjét Carl Johnson és Thomas Richard Sharp szerezte. A videofilm a DisneyToon Studios gyártásában készült, a Walt Disney Home Video forgalmazásában jelent meg. Műfaja zenés film.
Amerikában 1999. november 8-án VHS-en, Magyarországon 2005. december 6-án adták ki DVD-n.

## Összeállítások
- Micimackó és a hálaadás
- Gyertyaszentelő napja
- Megtalálni, megtartani